# Adam Kossowski
Adam Kossowski (5 tháng 12 năm 1905 - 31 tháng 3 năm 1986) là một nghệ sĩ, hoạ sĩ người Ba Lan, sinh ra ở Nowy Sącz. Ông nổi tiếng với các tác phẩm vẽ cho Nhà thờ Công giáo ở Anh, nơi ông đến vào năm 1943 với tư cách là một người tị nạn từ các trại lao động Liên Xô và được mời gia nhập Hiệp hội các nghệ nhân và thợ thủ công Công giáo vào năm 1944. 

## Tiểu sử
Năm 1923, Kossowski bắt đầu học kiến trúc tại Đại học Kỹ thuật Warsaw .  Nhưng sau hai năm ở đó, ông chuyển sang vẽ tranh và được nhận vào Học viện Mỹ thuật Kracow. Trong thời gian ở Kracow, ông đã làm công việc phục hồi các bức tranh tại Lâu đài Wawel. Năm 1929, ông trở lại Warsaw để học tại Học viện Mỹ thuật. Nhờ trợ cấp của chính phủ, Kossowski đã trải nghiệm nghệ thuật Ý ở Rome (nơi ông học kỹ thuật vẽ tranh tempera ), Florence, Naples và Sicily. 
Kossowski qua đời tại London vào ngày 31 tháng 3 năm 1986, thọ 80 tuổi và được chôn cất tại Aylesford, Kent. 

### Cuộc sống tại Anh
Làm việc từ một xưởng vẽ ở Hampstead (6 Frognal Gardens), Kossowski đã sáng tác tác phẩm cho buổi trình diễn đầu tiên của ông ở London, mang tên "Hành trình của một người lính Ba Lan", mở cửa vào ngày 7 tháng 6 năm 1944  và bao gồm các bản vẽ mới và một số bức ông đã thực hiện trong chuyến lhanhf trình của ông ở Ukraine và Palestine. 
Sau khi giành được giải thưởng cho bức tranh sơn dầu Chúa Giêsu Mang Thánh Giá (còn được gọi là Veronica ) vào năm 1944, Kossowski được mời tham gia Hiệp hội Nghệ sĩ Công giáo bởi chủ tịch của hội, nhà điêu khắc Philip Lindsey Clark. 
Từ năm 1950 đến năm 1972, ông đã tạo ra khoảng một trăm tác phẩm nghệ thuật khác biệt "bằng gốm, tempera và sơn dầu, khảm, sắt rèn và kính màu."  Từ năm 1953 đến năm 1970, ông làm việc ở London về các bức phù điêu và tranh tường lớn tại xưởng vẽ của mình trên Đường Old Brompton . Năm 1970, ông đóng cửa xưởng phim đó và làm việc tại xưởng phim tại nhà của mình, 49 đường Chesilton. 

## Các tác phẩm đáng chú ý
- Tympanum tại Nhà thờ Giáo xứ Saint Mary's RC, Leyland, Lancashire
- Những bức tranh tường Sgraffito tại St Benet's Chaplaincy, Queen Mary College, University of London.
- Bức tranh tường Hình Chúa và Trạm Thập giá tại RC Church of Christ the King, Milnthorpe , Cumbria.
- Gốm sứ tại nhà thờ Chapel of St Aloysius RC, Camden , London.
- Lịch sử của bức tranh tường Old Kent Road tại Trung tâm Hành chính North Peckham trước đây , Old Kent Road, London.
- Đồ gốm và tranh tại The Friars ở Aylesford.
- Các bức tranh tường tại Nhà nguyện Trường Monmouth , 1985-6. [9]Bức tranh tường Old Kent Road

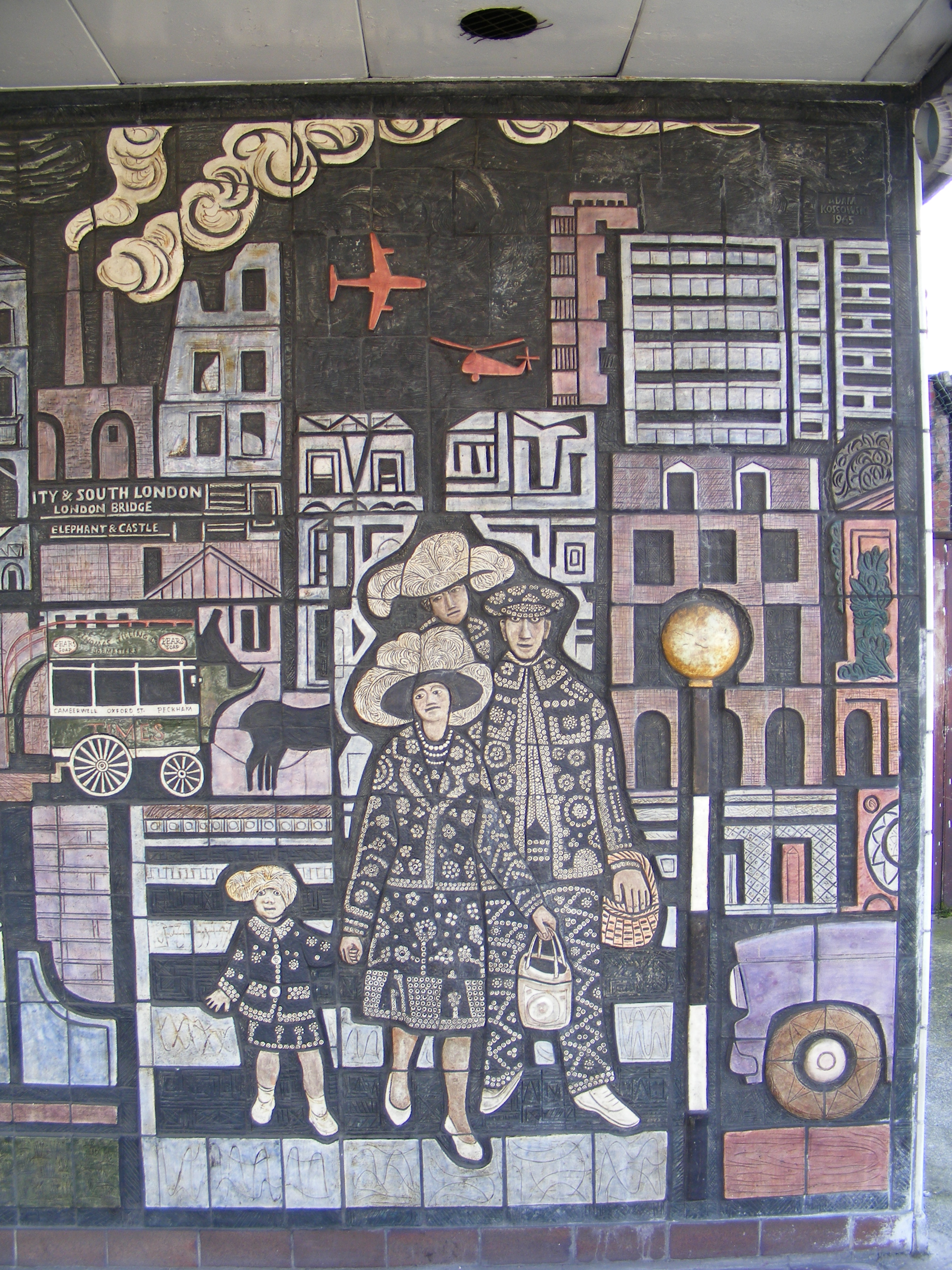
Bức tranh tường Old Kent Road

## Giải thưởng
- 1938 - Giải thưởng tại Salon thứ X của Viện Truyền bá Nghệ thuật, Warsaw.
- 1939 - Giải nhất cho các bức tranh tường tại Ga xe lửa trung tâm mới, Warsaw.
- Năm 1944 - Giải nhì cho Chúa Giê-su mang Thánh giá (còn gọi là Veronica ) từ cuộc thi nghệ thuật tôn giáo quốc tế do Nhà xuất bản Mowbray và Viện Thiết kế và Nghệ thuật Trung ương tài trợ.
- 1970 - Giải thưởng Quỹ Alfred Jurzykowski (New York) cho "thành tựu sáng tạo xuất sắc trong lĩnh vực mỹ thuật".
- 1980 - Được Tổng thống Ba Lan trao tặng Huân chương Polonia Restituta. [5]